# Josef Rösler
Josef Rösler (15. dubna 1901 Varnsdorf – 27. února 1978) byl československý politik německé národnosti a meziválečný poslanec Národního shromáždění za Sudetoněmeckou stranu.

## Biografie
Profesně se uvádí jako strojní zámečník. Vyučil se u textilní firmy Fröhlich Sohn a tam pak pracoval jako dělník. Byl členem sociálně demokratických textilních odborů. Počátkem 30. let ale kandidoval, ač stále člen sociálně demokratické odborové organizace, do závodní rady na kandidátce národně socialistických odborů a byl za ni zvolen. Profesí byl dělník. Podle údajů z roku 1935 bydlel ve Varnsdorfu.
Po parlamentních volbách v roce 1935 se stal poslancem Národního shromáždění. Poslanecké křeslo ztratil na podzim 1938 v souvislosti se změnami hranic Československa.